# Heritage Party
De Heritage Party (Nederlands: Erfgoed Partij) was een Zambiaanse politieke partij die in 2001 werd opgericht door brigade-generaal Godfrey Miyanda die tussen 1994 en 1997 namens de MMD vicepresident van Zambia was geweest.
Miyanda richtte de partij op uit onvrede over het voornemen van president Frederick Chiluba (MMD) om de grondwet te wijzigen om zo voor een derde keer mee te kunnen doen aan de presidentsverkiezingen. Bij de presidentsverkiezingen van dat jaar verkreeg Miyanda 8% van de stemmen en eindigde als vijfde. Bij de gelijktijdig gehouden verkiezingen voor de Nationale Vergadering behaalde de Heritage Party 4 van de 159 zetels. Die zetels verloor de partij bij de verkiezingen van 2006. Bij de daaropvolgende verkiezingen wist de Heritage Party geen zetels te veroveren. Als kandidaat bij de presidentsverkiezingen van 2006, 2008, 2011 en 2015 verkreeg Miyanda nauwelijks stemmen. In 2019 liet Miyanda de Heritage Party uit het kiesregister verwijderen.
De Heritage Party gold als een nationalistische en conservatieve partij, en is christelijk georiënteerd. De partij stond in de traditie van de UNIP van oud-president Kenneth Kaunda. Miyanda propageerde als partijleider het zogenaamde "Village concept" ("Dorpsconcept"), het economisch sterker en zelfvoorzienend maken van dorpsgemeenschappen.

## Verwijzingen
1. ↑  General Miyanda shuts down Heritage Party Lusaka Times 29 mei 2019. Gearchiveerd op 24 september 2019.
2. ↑  Heinz Jockers en Eckart Rohde: Tripartite-Wahlen in Sambia: Eindrücke einer EU-Wahlbeobachtergruppe in Copperbelt-Province, november 2001 - januari 2002, p. 385 in: Africa Spectrum, Vol. 36, No. 3 (2001), pp. 383-398